# Rhapidinae
Sous-tribu
Les Rhapidinae sont une sous-tribu de plantes à fleurs de la famille  des palmiers.

## Classification
- Famille des	Arecaceae
  - Sous-famille des Coryphoideae
    - Tribu des Trachycarpeae
      - Sous-tribu des Rhapidinae [2]

## Liste des genres
Selon Genera palmarum :
- Chamaerops L.
- Guihaia J.Dransf., S.K.Lee & F.N.Wei
- Trachycarpus H.Wendl.
- Rhapidophyllum H.Wendl. & Drude
- Maxburretia Furtado
- Rhapis L.f. ex Aiton

### Galerie

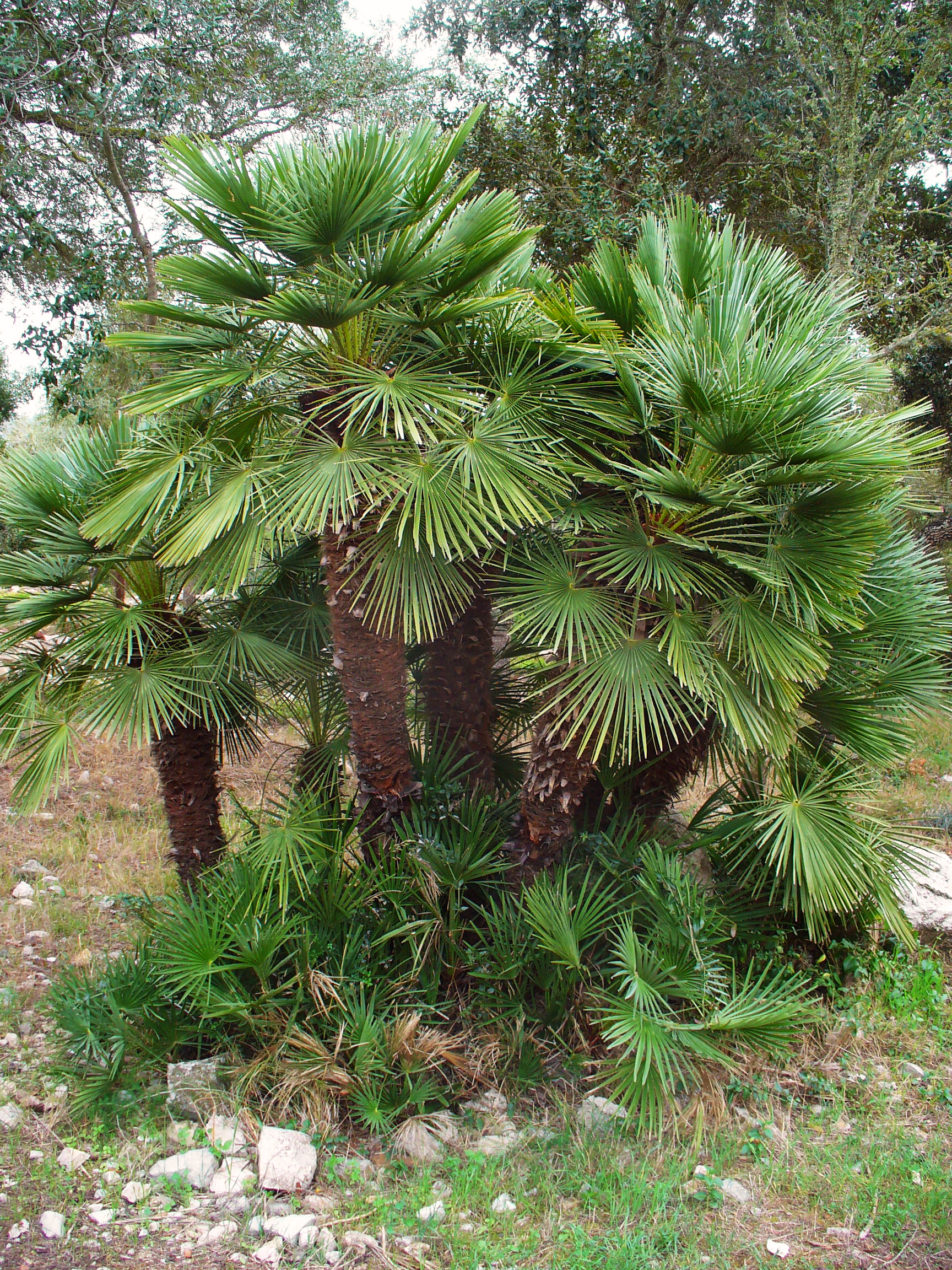
Chamaerops humilis.
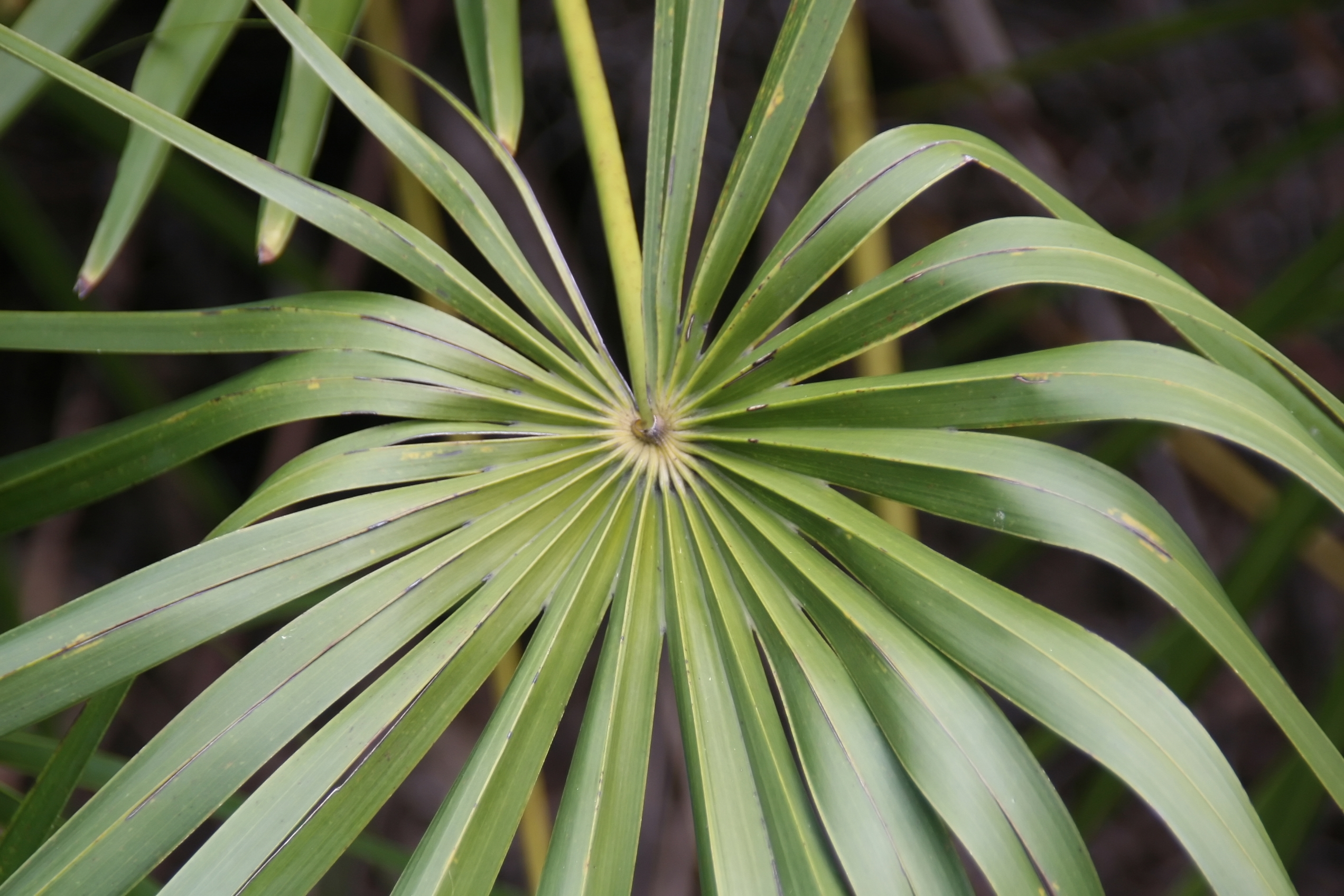
Guihaia grossefibrosa.
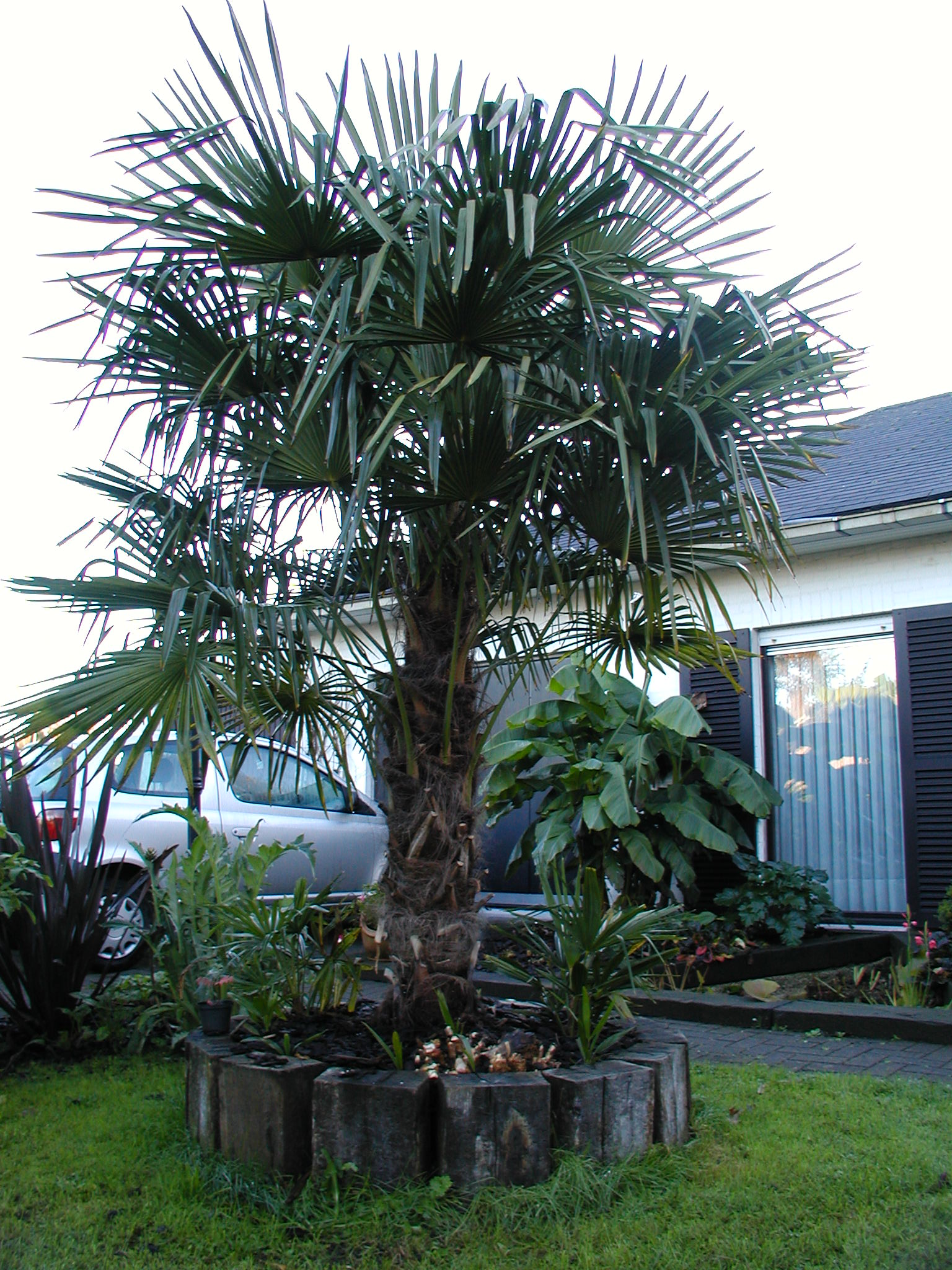
Trachycarpus fortunei.
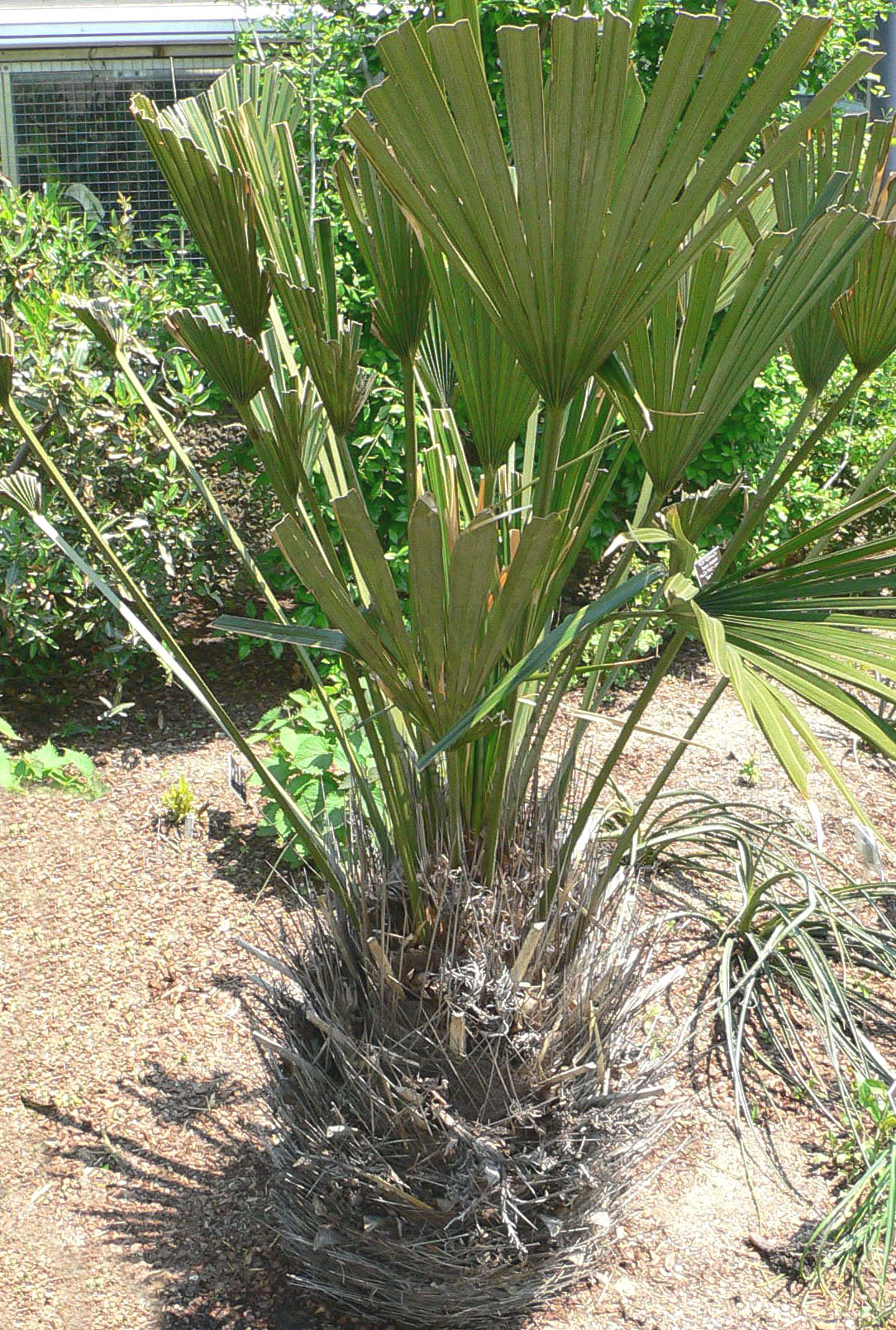
Rhapidophyllum hystrix.
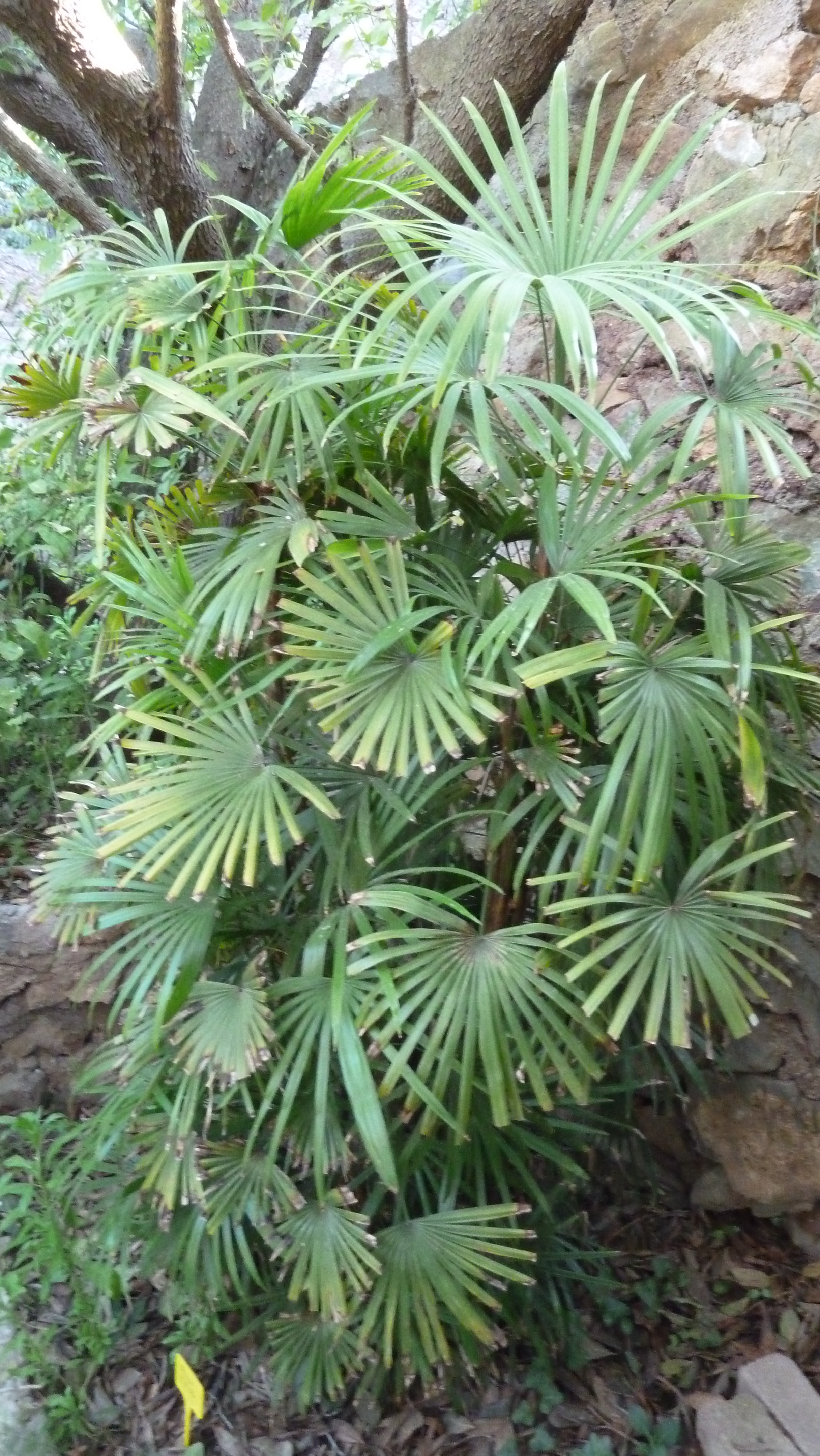
Rhapis humilis.